# پودوله (استان اشوی‌داشکسیه)
پودوله (به لهستانی: Podole) یک منطقهٔ مسکونی در لهستان است که در گمینا اوپاتوو (استان اشوی‌داشکسیه) واقع شده‌است. پودوله ۱۷۰ نفر جمعیت دارد.